# Скельновский
Скельновский — хутор в Верхнедонском районе Ростовской области.
Входит в состав Мешковского сельского поселения.

## Население
| 1989 | 2002 | 2010 |
| ---- | ---- | ---- |
| 199  | ↘99  | ↘78  |

## Улицы
На хуторе имеется одна улица: Скельновская.

## Археология
В 2010 году в скальном массиве у хутора Скельновский были найдены петроглифы, которые обнаруживают близость к петроглифам Каменной Могилы под Мелитополем (Украина). Датируемые средним бронзовым веком (5 тыс. л. н.). Скельновские петроглифы расположены не на стенах грота, а на полу.